# Хьюрон (округ, Огайо)
Округ Хью́рон (англ. Huron County) располагается в штате Огайо, США. Официально образован 1 апреля 1815 года. По состоянию на 2010 год, численность населения составляла 59 626 человека.

## География
По данным Бюро переписи США, общая площадь округа равняется 1 281,585 км2, из которых 1 272,986 км2 суша и 3,330 км2 или 0,670 % это водоёмы.

## Население
По данным переписи населения 2000 года в округе проживает 59 487 жителей в составе 22 307 домашних хозяйств и 16 217 семей. Плотность населения составляет 47,00 человек на км2. На территории округа насчитывается 23 594 жилых строений, при плотности застройки около 18,00-ти строений на км2. Расовый состав населения: белые — 95,98 %, афроамериканцы — 0,97 %, коренные американцы (индейцы) — 0,18 %, азиаты — 0,25 %, гавайцы — 0,01 %, представители других рас — 1,63 %, представители двух или более рас — 0,99 %. Испаноязычные составляли 3,56 % населения независимо от расы.
В составе 36,30 % из общего числа домашних хозяйств проживают дети в возрасте до 18 лет, 58,50 % домашних хозяйств представляют собой супружеские пары проживающие вместе, 10,40 % домашних хозяйств представляют собой одиноких женщин без супруга, 27,30 % домашних хозяйств не имеют отношения к семьям, 23,10 % домашних хозяйств состоят из одного человека, 9,70 % домашних хозяйств состоят из престарелых (65 лет и старше), проживающих в одиночестве. Средний размер домашнего хозяйства составляет 2,64 человека, и средний размер семьи 3,11 человека.
Возрастной состав округа: 28,30 % моложе 18 лет, 8,50 % от 18 до 24, 28,90 % от 25 до 44, 21,90 % от 45 до 64 и 21,90 % от 65 и старше. Средний возраст жителя округа 35 лет. На каждые 100 женщин приходится 96,10 мужчин. На каждые 100 женщин старше 18 лет приходится 92,90 мужчин.
Средний доход на домохозяйство в округе составлял 40 558 USD, на семью — 46 911 USD. Среднестатистический заработок мужчины был 35 760 USD против 22 785 USD для женщины. Доход на душу населения составлял 18 133 USD. Около 6,50 % семей и 8,50 % общего населения находились ниже черты бедности, в том числе — 11,00 % молодежи (тех, кому ещё не исполнилось 18 лет) и 7,70 % тех, кому было уже больше 65 лет.